# 조정 종가 문적 (보물 1004-2호)
조정 종가 문적(趙靖 宗家 文籍)은 경상북도 상주시, 상주박물관에 있는, 조선 선조 ∼ 인조 때의 학자이며 문신이었던 검간 조정(1555 ∼1636)의 종손가에 소장된 고문서와 전적이다. 1989년 5월 23일 대한민국의 보물 제1004호로 지정되었다.

## 개요
본 문화재(文化財)는 조선(朝鮮) 선조 ∼ 인조 때의 학자이며 문신이었던 검간(黔澗) 조정(趙靖)(1555 ∼1636)의 종손가(宗孫家)에 소장(所藏)된 고문서(古文書)와 전적(典籍)이다. 조씨택(趙氏宅)에는 500년간 전래(傳來)한 고문서(古文書)와 전적(典籍)이 상당수(相當數)가 있었으나, 고문서(古文書)는 명종 9년(1554년)에서 현종11년(1670년) 사이에 작성(作成)된 분재문서(分財文書)7건, 선조 34년(1601년)에 조정(趙靖)에게 발급(發給)된 교지(敎旨)등 교지류(敎旨類)47건, 인조 6년(1628년)에 조기원(趙基遠)에게 발급(發給)된 차정첩(差定帖) 1겅 등 3종 55점을, 전적(典籍)은 조선초기간본(朝鮮初期刊本)인 척약재선생학음집(惕若齋先生學吟集)을 비롯하여 필원잡기(筆苑雜記), 한서(漢書) 등 주로 조선전기간본(朝鮮前期刊本) 7종 7책만을 선별조사(選別調査)하였다. 고문서(古文書)중 명종 ∼ 현종 년간에 분재문서(分財文書)는 당시 사회(社會), 경제사(經濟史)연구에, 선조 ∼ 인조 년간에 발급(發給)된 교지류(敎旨類)는 인사행정제도(人事行政制度)의 연구에 각각 귀중한 자료이며, 전적(典籍)은 낙질(落帙)이 많기는 하나, 조선(朝鮮) 전기간본(前期刊本)으로 서지학연구(書誌學硏究)의 자료(資料)임은 물론, 교육문화사연구(敎育文化史硏究)에도 중요한 자료이다. 특히 척약재선생학음집(惕若齋先生學吟集)은 희귀본(稀貴本)이고 전산성법(田算成法)은 유일본(唯一本)으로 그 가치가 더욱 높다.

## 참고 자료
- 조정 종가 문적 - 국가유산청 국가유산포털